# Тувалу на Светском првенству у атлетици у дворани 2012.
Тувалу је први пут учествовао на Светском првенству у атлетици у дворани 2012. одржаном у Истанбулу од 9. до 11. марта. Репрезентацију Тувалуа је представљао један такмичар, који се такмичио у трци на 60 метара.
Тувалу није освојио ниједну медаљу али је њихов такмичар остварио лични рекорд.

## Учесници
Мушкарци:
- Tavevele Noa — 60 м

## Резултати

### Мушкарци
| Атлетичар    | Дисциплина | Лични рекорд | Квалификација | Квалификација | Полуфинале           | Полуфинале           | Финале               | Финале       | Детаљи |
| Атлетичар    | Дисциплина | Лични рекорд | Резултат      | Место         | Резултат             | Место                | Резултат             | Место        | Детаљи |
| ------------ | ---------- | ------------ | ------------- | ------------- | -------------------- | -------------------- | -------------------- | ------------ | ------ |
| Tavevele Noa | 60 м       |              | 7,61 ЛР       | 7. у гр. 8    | Није се квалификовао | Није се квалификовао | Није се квалификовао | 54 / 57 (61) |        |